# Албанский алфавит
Алба́нский алфави́т — алфавит для записи албанского языка. Современный албанский алфавит основан на латинице. В прошлом существовали также другие алфавиты на основе латинского, арабского, греческого и кириллического письма.

## Современный албанский алфавит
Письменность для современного албанского языка основана на латинице и содержит 36 букв. Из них 29 являются согласными, 7 — гласными. 9 букв албанского алфавита являются диграфами, 2 буквы пишутся с диакритиками. Буква w в алфавит не входит; она используется только в заимствованных словах.
| Буква | Произношение | Русская транскрипция (с примечаниями)                                                           | Примеры                                                                                                 |
| ----- | ------------ | ----------------------------------------------------------------------------------------------- | --- |
| A a   | [a]          | а                                                                                               | Arapaj → Арапай, Mazhari → Мажари, Saranda → Саранда                                                    |
| B b   | [b]          | б                                                                                               | Boboshtica → Бобоштица, Mbrostari → Мбростари, Lekbibaj → Лекбибай                                      |
| C c   | [t͡s]         | ц                                                                                               | Cakrani → Цакрани, Bicaj → Бицай, Selenica → Селеница                                                   |
| Ç ç   | [t͡ʃ]         | ч                                                                                               | Çarshova → Чаршова, Miçani → Мичани, Korça → Корча                                                      |
| D d   | [d]          | д                                                                                               | Dajçi → Дайчи, Ndroki → Ндроки, Ardenica → Арденица                                                     |
| Dh dh | [ð]          | д (межзубный звонкий звук)                                                                      | Livadhja → Ливадья, Dhemblani → Дембляни, Dardha → Дарда, Ardhishta → Ардишта                           |
| E e   | [ɛ]          | э — в начале слова и после гласных, е — после согласных                                         | Erindi → Эринди, Zuesi → Зуэси, Fieri → Фиери, Tepelena → Тепелена                                      |
| Ë ë   | [ə]          | э — в начале слова и после гласных, е — после согласных, а/я — в конце слова (см. примечание 3) | Frashëri → Фрашери, Mëmëlishti → Мемелишти, Dorëzi → Дорези                                             |
| F f   | [f]          | ф                                                                                               | Fani → Фани, Ndërfusha → Ндерфуша, Paftali → Пафтали                                                    |
| G g   | [ɡ]          | г                                                                                               | Germaj → Гермай, Bogdani → Богдани, Gjoroveni → Гёровени                                                |
| Gj gj | [ɟ]          | гь (см. примечание 1)                                                                           | Gjegjani → Гегяни, Domgjoni → Домгёни, Gjirokastra → Гирокастра, Gjyrala → Гюраля                       |
| H h   | [h]          | х                                                                                               | Himara → Химара, Krahësi → Крахеси, Vinjahu → Виняху                                                    |
| I i   | [i]          | и                                                                                               | Ishmi → Ишми, Kastrioti → Кастриоти, Dushmani → Душмани                                                 |
| J j   | [j]          | й (см. примечание 2)                                                                            | Brataj → Братай, Dajçi → Дайчи, Tejlumaj → Тейлюмай                                                     |
| K k   | [k]          | к                                                                                               | Kruja → Круя, Grekani → Грекани, Roshniku → Рошнику                                                     |
| L l   | [l]          | ль (см. примечание 1)                                                                           | Laçi → Лячи, Lozhani → Лёжани, Lushnja → Люшня, Bilishti → Билишти, Lpusha → Льпуша, Delvina → Дельвина |
| Ll ll | [ɫ]          | л (см. примечание 1)                                                                            | Llenga → Ленга, Sllatina → Слатина, Ballshi → Балши, Qellza → Келза                                     |
| M m   | [m]          | м                                                                                               | Vakumana → Вакумана, Gramshi → Грамши, Mamëzi → Мамези                                                  |
| N n   | [n]          | н                                                                                               | Nanga → Нанга, Ndermenasi → Ндерменаси, Kamenica → Каменица                                             |
| Nj nj | [ɲ]          | нь (см. примечание 1)                                                                           | Garunjasi → Гаруняси, Kolonja → Колёня, Lapanji → Ляпани                                                |
| O o   | [o]          | о                                                                                               | Oboti → Оботи, Golaj → Голяй, Topojani → Топояни                                                        |
| P p   | [p]          | п                                                                                               | Patosi → Патоси, Çepani → Чепани, Vertopi → Вертопи                                                     |
| Q q   | [c]          | кь (см. примечание 1)                                                                           | Qarrishta → Кярришта, Quka → Кюка, Piqerasi → Пикераси, Kardhiqi → Кардики                              |
| R r   | [ɾ]          | р (одноударное)                                                                                 | Radimishti → Радимишти, Kraneja → Кранея, Gjirokara → Гирокара                                          |
| Rr rr | [r]          | рр (многоударное)                                                                               | Rrembulli → Ррембули, Burreli → Буррели, Surroj → Суррой                                                |
| S s   | [s]          | с                                                                                               | Selimaj → Селимай, Sevasteri → Севастери, Gostima → Гостима                                             |
| Sh sh | [ʃ]          | ш                                                                                               | Shalësi → Шалеси, Bradoshnica → Брадошница, Pishkashi → Пишкаши                                         |
| T t   | [t]          | т                                                                                               | Topojani → Топояни, Breshtani → Брештани, Kastrioti → Кастриоти                                         |
| Th th | [θ]          | т (межзубный глухой звук)                                                                       | Kthella → Ктела, Therepeli → Терепели, Thethi → Тети, Sukthi → Сукти                                    |
| U u   | [u]          | у                                                                                               | Ungrej → Унгрей, Puka → Пука, Kamunaku → Камунаку                                                       |
| V v   | [v]          | в                                                                                               | Velçani → Вельчани, Levani → Левани, Grava → Грава                                                      |
| X x   | [d͡z]         | дз                                                                                              | Xibraka → Дзибрака, Xibri → Дзибри, Urxalla → Урдзала                                                   |
| Xh xh | [d͡ʒ]         | дж                                                                                              | Xhaxhaj → Джаджай, Bozanxhijasi → Бозанджияси, Kishaxhi → Кишаджи                                       |
| Y y   | [y]          | ю                                                                                               | Yzberishi → Избериши, Këlcyra → Кельцюра, Gjyrasi → Гюраси                                              |
| Z z   | [z]          | з                                                                                               | Zemblaku → Зембляку, Lazarati → Лязарати, Biza → Биза                                                   |
| Zh zh | [ʒ]          | ж                                                                                               | Zharësi → Жареси, Beragozhdi → Берагожди, Lezha → Лежа                                                  |

Примечания к таблице
- 1. Передача на русский следующих букв зависит от окружения:

| Буквы | +a, o, u   | +e (ë), i, y | на конце слова и перед согласными | Примеры                                 |
| ----- | ---------- | ------------ | --------------------------------- | --------------------------------------- |
| gj    | гя, гё, гю | ге, ги, гю   | гь                                | Gjegjani → Гегяни                       |
| l     | ля, лё, лю | ле, ли, лю   | ль                                | Lura → Люра, Laçi → Лячи, Vlora → Влёра |
| ll    | ла, ло, лу | ле, ли, лю   | л                                 | Bubullima → Бубулима, Mollaj → Молай    |
| nj    | ня, нё, ню | не, ни, ню   | нь                                | Perrenjas → Перреняс                    |
| q     | кя, кё, кю | ке, ки, кю   | кь                                | Zerqani → Зеркяни                       |

- 2. Сочетания j с последующей гласной передаются следующим образом (за исключением сочетаний gj и nj, см. выше):

| Сочетание | В начале слова и после гласной | После согласной внутри морфемы | Примеры                                               |
| --------- | ------------------------------ | ------------------------------ | ----------------------------------------------------- |
| ja        | я                              | ья                             | Topojani → Топояни, Krutja → Крутья, Kraneja → Кранея |
| je        | е                              | ье                             | Mjeda → Мьеда, Jergucati → Ергуцати                   |
| jë        | йе                             | ье                             | Vau i Dejës → Вау-и-Дейес                             |
| ji        | (йи)                           | ьи                             |                                                       |
| jo        | йо                             | ьо                             | Pajovë → Пайова, Miçjoni → Мичьони                    |
| ju        | ю                              | ью                             | Jubani → Юбани, Gajushi → Гаюши                       |
| jy        | ю                              | ью                             |                                                       |

- 3. Географические названия обычно передаются в определённой форме, хотя в латинице обычно распространены названия в неопределённой форме. Так, обычно пишется Vlorë, но при транскрипции на русский используется определённая форма Vlora → Влёра. Правила образования определённых форм достаточно сложны и зависят от конечного звука, места ударения и рода слова (мужской, женский или средний), поэтому написание албанских географических названий лучше проверять по русскоязычной карте.

## Современный и исторические албанские алфавиты

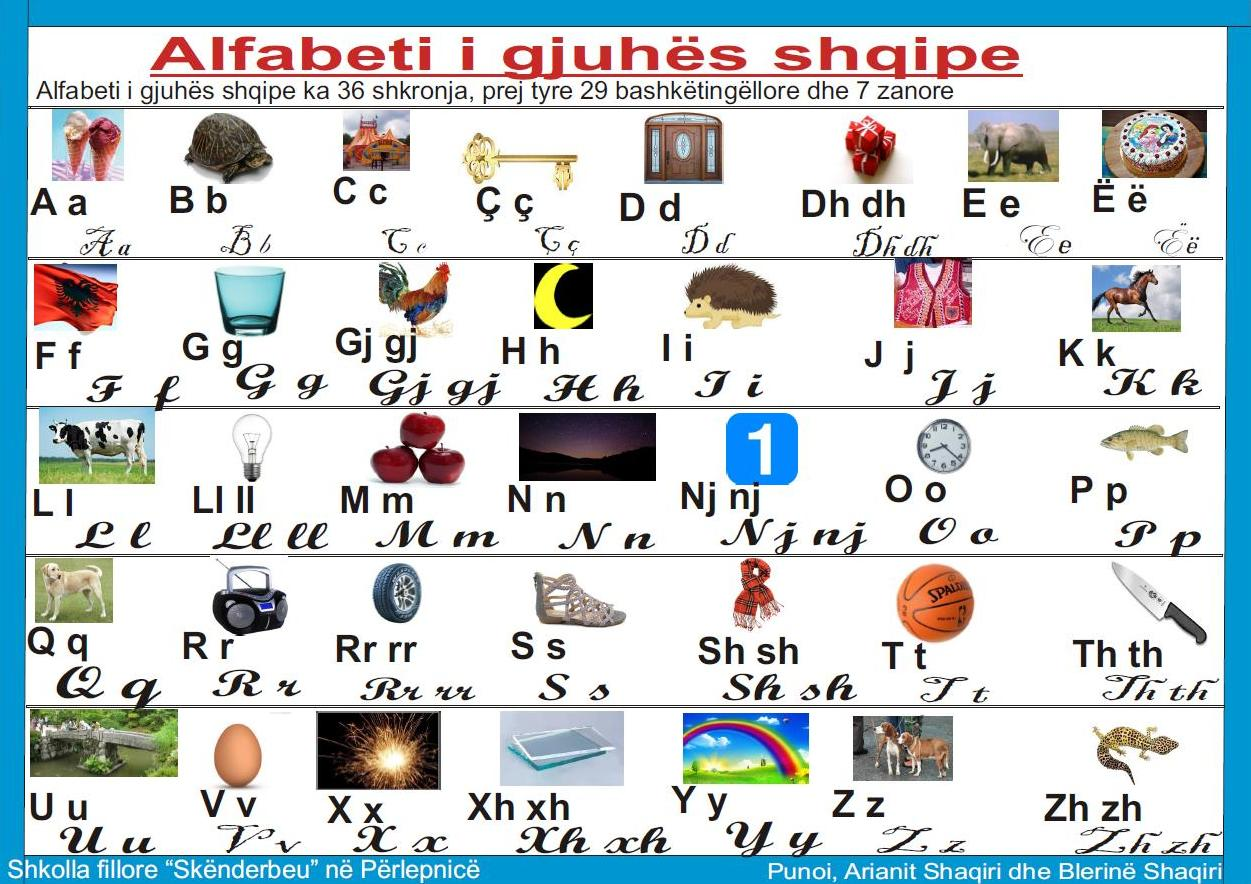
Современный албанский алфавит
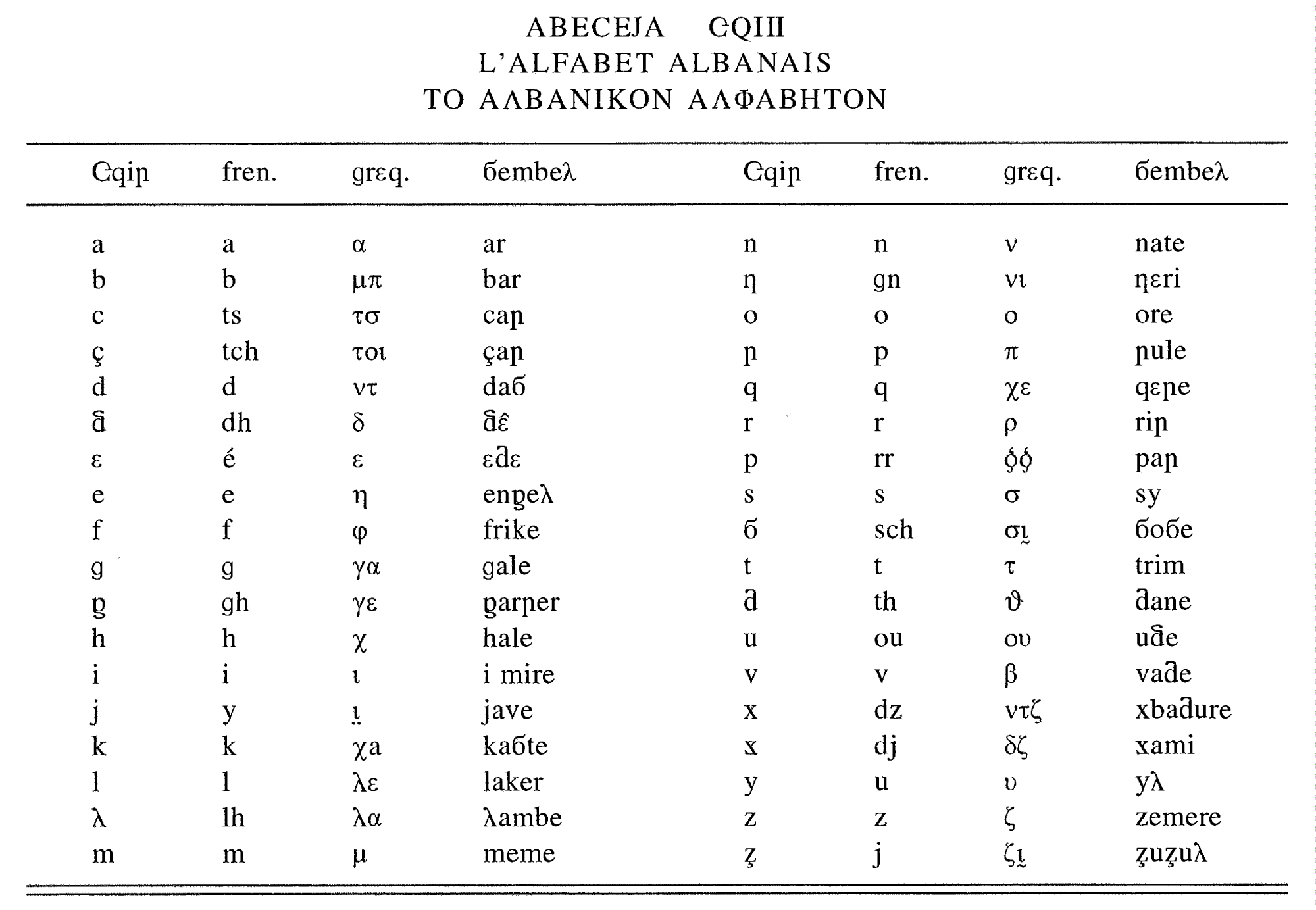
Албанский «стамбульский алфавит»
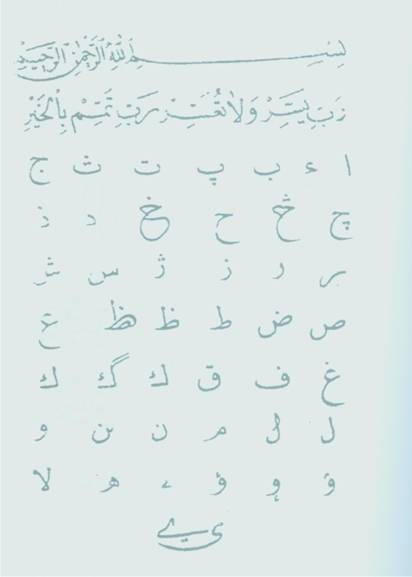
Албанский арабский алфавит
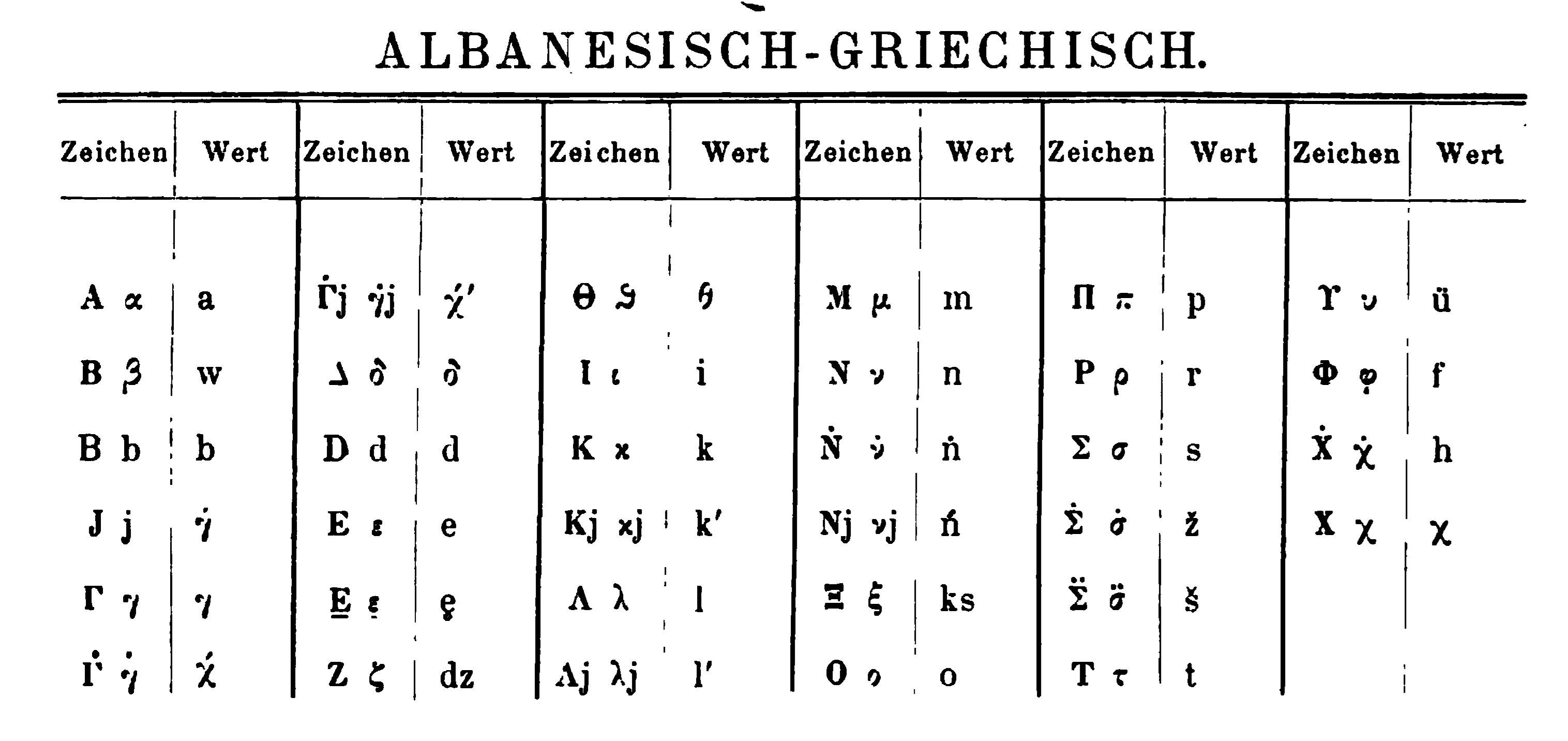
Албанский греческий алфавит